# ポルトスクーゾ
ポルトスクーゾ（イタリア語: Portoscuso）は、イタリア共和国サルデーニャ州南サルデーニャ県にある、人口約5,100人の基礎自治体（コムーネ）。

## 地理

### 位置・広がり

#### 隣接コムーネ
隣接するコムーネは以下の通り。
- カルボーニア
- ゴンネーザ
- サン・ジョヴァンニ・スエルジュ

## 行政

### 分離集落
ポルトスクーゾには、以下の分離集落（フラツィオーネ）がある。
- Bruncuteula (condivisa con il comune di San Giovanni Suergiu), Paringianu, Portovesme